# Ciné Comic
Ciné Comic est une ancienne chaîne de télévision française thématique d'AB Groupe diffusée sur le satellite. Sa diffusion cesse le 24 août 2004.

## Historique
En 1996, AB Groupe lance un bouquet de 5 chaînes cinéma: Action, Ciné Palace, Polar, Romance et Rire. Cette dernière est centrée sur le cinéma humoristique.
Lors de la refonte des chaînes cinéma en 2002 par le groupe, le bouquet se nomme alors Cinébox et la chaîne devient Ciné Comic. Elle garde la même orientation dans ses programmes, c'est-à-dire le cinéma humoristique. Cependant, elle sera supprimée le 24 août 2004 en même temps que la chaîne vitrine du cinéma, Ciné Box[réf. souhaitée].
À noter qu’en 2007, 3 ans après l'arrêt de Ciné Comic, AB Groupe décidera de retenter brièvement l'expérience en créant une chaîne similaire : ce sera l’éphémère Ciné Pop.

## Identité visuelle (logo)

Logo de Rire du 2 avril 1996 au 12 octobre 2002
Logo de Ciné Comic du 13 octobre 2002 à 2004

## Programmes
Ciné Comic propose un contenu exclusivement cinématographique plus orienté pour un public familial et/ou enfantin, où la diffusion de comédies et films burlesques occupe toute la place.

## Diffusion
Cette chaîne est alors diffusée sur le bouquet de télévision par satellite Bis Télévisions d'AB Groupe[réf. souhaitée].